# Fernando Saunders
Fernando Saunders je americký rockový a jazzový baskytarista a zpěvák. Proslavil se hlavně jako člen doprovodné skupiny Lou Reeda, se kterým hrál již od začátku 80. let 20. století. Spolupracoval také s Janem Hammerem a Jeffem Beckem, se kterými nahrál album Jeff Beck with the Jan Hammer Group Live. Se svoji kapelou již několikrát vystupoval i v Česku. V roce 2011 vydal již čtvrté sólové album s názvem Plant a Seed, na které se mimo jiné podílel i český hudebník, člen skupiny Čechomor, Karel Holas. Objevili se zde i další čeští hudebníci, což bylo hlavně z důvodu, že album vznikalo převážně v Ostravě. Zde také Saunders řadu let žije. Rovněž byl producentem alba Don't Stop Dreaming italského písničkáře Paola Preite.

## Výběr z diskografie
Tento seznam není kompletní.

### Sólová alba
- Cashmere Dreams (1989)
- The Spin (1993)
- I Will Break Your Fall (2007)
- Plant a Seed (2011)
- Happiness (2013) feat. Lou Reed, Suzanna Vega, Jan Hammer

### Lou Reed
- The Blue Mask (1982)
- Legendary Hearts (1983)
- Live in Italy (1984)
- New Sensations (1984)
- Mistrial (1986)
- Set the Twilight Reeling (1996)
- Perfect Night: Live in London (1998)
- Ecstasy (2000)
- The Raven (2003)
- Animal Serenade (2004)
- Berlin: Live at St. Ann's Warehouse (2008)

### Jan Hammer
- Oh Yeah? (1976)
- Melodies (1977)
- Jeff Beck with the Jan Hammer Group Live (1977)

### Kip Hanrahan
- Tenderness (1990)
- Piñero Soundtrack (2002)
- Beautiful Scars (2007)

### Larry Young
- Larry Young's Fuel (1975)

### Heart
- Home Alone Live

### Pat Benatar
- Wide Awake in Dreamland (1988)

### John McLaughlin
- Electric Guitarist (1978)
- Electric Dreams (1978)

### Marianne Faithfull
- A Child's Adventure (1983)
- Strange Weather (1987)
- Blazing Away (1990)

### Hamilton Bohannon
- Keep on Dancin' (1974)

### Paolo Preite
- Don't Stop Dreaming (2015)

### Kryštof
- Srdcebeat (2015)